# Herb Vigran
Herb Vigran (Fort Wayne, 5 giugno 1910 – Los Angeles, 29 novembre 1986) è stato un attore statunitense.
Attore caratterista e volto noto nella televisione dell'epoca d'oro statunitense, ha recitato in oltre 170 film dal 1934 al 1987 ed è apparso in oltre 170 produzioni televisive dal 1950 al 1982. È stato accreditato anche con i nomi Herb Vigram, Herbert Vigran e Herburt Vigran.

## Biografia
Herb Vigran nacque a Fort Wayne, Indiana, il 5 giugno 1910 ma la sua famiglia vi si era trasferita da poco essendo originaria di Cincinnati. Vigran si laureò in legge alla Indiana University School of Law ma poi scelse di dedicarsi alla recitazione. Dopo un inizio a Broadway, ben presto si trasferì a Hollywood senza soldi e con nel curriculum la sola esperienza teatrale. Nel 1939, ottenne una parte nel radiodramma Silver Theatre.
L'esperienza radiofonica fu il suo trampolino di lancio. Cominciò a prestare la voce per varie trasmissioni radiofoniche con artisti come Jack Benny, Bob Hope, Lucille Ball e Jimmy Durante. Dopo il debutto nel cinema con Happy Landing, ha recitato regolarmente in centinaia di produzioni anche per il piccolo schermo, per il quale debuttò in un episodio della popolare serie televisiva Mio padre, il signor preside nel 1950. Tra i numerosi personaggi minori che ha incarnato, si ricordano il barista Monte nella serie noir Ispettore Dante e il giudice Brooker nella popolare serie western Gunsmoke.
Morì a Los Angeles il 29 novembre 1986.

## Filmografia

### Cinema
- Happy Landing (1934)
- Redhead (1934)
- The Mystery Man (1935)
- Agguati (Behind the Green Lights) (1935)
- Signora vagabonda (Vagabond Lady) (1935)
- Rivalità senza rivali (Ladies Crave Excitement) (1935)
- Make a Million (1935)
- Death from a Distance (1935)
- Skybound (1935)
- Cappy Ricks Returns (1935)
- Wash Your Step (1936)
- Those High Grey Walls (1936)
- It All Came True (1940)
- Grandpa Goes to Town (1940)
- Two Girls on Broadway (1940)
- Acciuffate quella donna (Hold That Woman!) (1940)
- Cross-Country Romance (1940)
- Scatterbrain (1940)
- The Secret Seven, regia di James Moore (1940)
- Lo sconosciuto del terzo piano (Stranger on the Third Floor) (1940)
- The Golden Fleecing (1940)
- I'm Still Alive (1940)
- Dancing on a Dime (1940)
- Behind the News (1940)
- La città delle donne rapite (City of Missing Girls) (1941)
- Country Fair (1941)
- Redhead (1941)
- Million Dollar Baby (1941)
- Murder by Invitation (1941)
- Reg'lar Fellers (1941)
- New York Town (1941)
- Who's a Dummy? (1941)
- Ragazze che sognano (Rings on Her Fingers) (1942)
- Night in New Orleans (1942)
- Gli eroi dell'isola (Pardon My Sarong) (1942)
- Secrets of a Co-Ed (1942)
- Danaro e sangue (The Pay Off) (1942)
- The Great Gildersleeve (1942)
- Secrets of the Underground (1942)
- It Ain't Hay (1943)
- Dr. Gillespie's Criminal Case (1943)
- Danger! Women at Work (1943)
- Prediletta di nessuno (Nobody's Darling) (1943)
- Sweet Rosie O'Grady (1943)
- The Ghost Ship (1943)
- Her Adventurous Night (1946)
- Monsieur Verdoux (1947)
- Terrore (The Burning Cross) (1947)
- Joe Palooka in Fighting Mad (1948)
- Erano tutti miei figli (All My Sons) (1948)
- Gianni e Pinotto contro i gangsters (The Noose Hangs High) (1948)
- Azzardo (Hazard) (1948)
- Texas, Brooklyn & Heaven (1948)
- The Judge (1949)
- Amaro destino (House of Strangers) (1949)
- Ho sposato un demonio (Red, Hot and Blue) (1949)
- Nessuna pietà per i mariti (Tell It to the Judge) (1949)
- E col bambino fanno tre (And Baby Makes Three) (1949)
- Charlie's Haunt (1950)
- La via della morte (Side Street) (1950)
- I dannati non piangono (The Damned Don't Cry) (1950)
- L'imprendibile signor 880 (Mister 880) (1950)
- Torna con me (Let's Dance) (1950)
- Mrs. O'Malley and Mr. Malone (1950)
- Hunt the Man Down (1950)
- Le vie del cielo (Three Guys Named Mike) (1951)
- Gianni e Pinotto contro l'uomo invisibile (Abbott and Costello Meet the Invisible Man) (1951)
- Bonzo la scimmia sapiente (Bedtime for Bonzo) (1951)
- Mi svegliai signora (Half Angel) (1951)
- Il cerchio di fuoco (Appointment with Danger) (1951)
- Solitudine (Night Into Morning), regia di Fletcher Markle (1951)
- No Questions Asked (1951)
- L'uomo di ferro (Iron Man) (1951)
- Il cane della sposa (Behave Yourself!) (1951)
- La gang (The Racket) (1951)
- La sceriffa dell'Oklahoma (Oklahoma Annie) (1952)
- Aaron Slick from Punkin Crick (1952)
- Just Across the Street (1952)
- La giostra umana (Full House) (1952)
- The Rose Bowl Story (1952)
- Qualcuno mi ama (Somebody Loves Me) (1952)
- Il sogno dei miei vent'anni (Just for You) (1952)
- La diva (The Star) (1952)
- La divisa piace alle signore (Never Wave at a WAC) (1953)
- La ragazza della porta accanto (The Girl Next Door) (1953)
- Corsa infernale (Roar of the Crowd) (1953)
- Spettacolo di varietà (The Band Wagon) (1953)
- Sogno di Bohème (So This Is Love) (1953)
- Ancora e sempre (Let's Do It Again) (1953)
- Solo per te ho vissuto (So Big) (1953)
- Walking My Baby Back Home (1953)
- 12 metri d'amore (The Long, Long Trailer) (1953)
- It's Everybody's Business (1954)
- Un pizzico di fortuna (Lucky Me) (1954)
- Susanna ha dormito qui (Susan Slept Here), regia di Frank Tashlin (1954)
- Return from the Sea (1954)
- Mandato di cattura (Dragnet), regia di Jack Webb (1954)
- Bianco Natale (White Christmas) (1954)
- So You're Taking in a Roomer (1954)
- So You Want to Know Your Relatives (1954)
- 20.000 leghe sotto i mari (20000 Leagues Under the Sea) (1954)
- Nessuno resta solo (Not as a Stranger) (1955)
- È sempre bel tempo (It's Always Fair Weather) (1955)
- Una tigre in cielo (The McConnell Story) (1955)
- Bobby Ware Is Missing (1955)
- Voi assassini (Illegal) (1955)
- Tutto finì alle sei (I Died a Thousand Times) (1955)
- Buongiorno miss Dove! (Good Morning, Miss Dove) (1955)
- Last of the Desperados (1955)
- Gunpoint: terra che scotta (At Gunpoint) (1955)
- La baia dell'inferno (Hell on Frisco Bay) (1955)
- Mondo senza fine (World Without End) (1956)
- Our Miss Brooks (1956)
- Paura d'amare (Hilda Crane) (1956)
- Quel certo non so che (That Certain Feeling) (1956)
- Ricatto a tre giurati (Three for Jamie Dawn) (1956)
- Ore di angoscia (A Cry in the Night) (1956)
- Quegli anni selvaggi (These Wilder Years) (1956)
- Sfida alla città (The Boss) (1956)
- Calling Homicide (1956)
- Autostop (You Can't Run Away from It) (1956)
- Gangster cerca moglie (The Girl Can't Help It) (1956)
- Il pollo pubblico n. 1 (Public Pigeon No. One) (1957)
- Il vampiro (The Vampire) (1957)
- Mezzanotte a San Francisco (The Midnight Story) (1957)
- Un cappello pieno di pioggia (A Hatful of Rain) (1957)
- The Wayward Girl (1957)
- L'uomo della legge (Gunsight Ridge) (1957)
- Quando l'amore è romanzo (The Helen Morgan Story) (1957)
- The Notorious Mr. Monks (1958)
- I fuorilegge della polizia (The Case Against Brooklyn) (1958)
- The Cry Baby Killer (1958)
- Agguato ai Caraibi (The Gun Runners) (1958)
- Il dominatore di Chicago (Party Girl) (1958)
- Le dodici pistole del West (Plunderers of Painted Flats) (1959)
- Dai Johnny dai! (Go, Johnny, Go!) (1959)
- Pelle di serpente (The Fugitive Kind) (1959)
- In punta di piedi (Tall Story) (1960)
- Susanna agenzia squillo (Bells Are Ringing) (1960)
- What's My Lion? (1961)
- Il mattatore di Hollywood (The Errand Boy) (1961)
- La donna che inventò lo strip-tease (Gypsy) (1962)
- La più allegra avventura (The Brass Bottle) (1964)
- Voglio essere amata in un letto d'ottone (The Unsinkable Molly Brown) (1964)
- The Candidate (1964)
- Non mandarmi fiori! (Send Me No Flowers) (1964)
- Quello strano sentimento (That Funny Feeling) (1965)
- The Three Faces of Stanley (1967)
- Otto in fuga (Eight on the Lam) (1967)
- The Reluctant Astronaut (1967)
- Il fantasma del pirata Barbanera (Blackbeard's Ghost) (1968)
- Did You Hear the One About the Traveling Saleslady? (1968)
- Un Maggiolino tutto matto (The Love Bug) (1968)
- Scusi, dov'è il fronte? (Which Way to the Front?) (1970)
- The Day of the Wolves (1971)
- The Barefoot Executive (1971)
- L'infallibile pistolero strabico (Support Your Local Gunfighter), regia di Burt Kennedy (1971)
- Cancel My Reservation (1972)
- How to Seduce a Woman (1974)
- Herbie il Maggiolino sempre più matto (Herbie Rides Again) (1974)
- Beniamino (Benji) (1974)
- La gemma indiana (Murph the Surf) (1975)
- Hawmps! (1976)
- Quello strano cane... di papà (The Shaggy D.A.) (1976)
- Every Girl Should Have One (1978)
- I ragazzi dell'accademia militare (Getting Wasted) (1980)
- Giarrettiera tutta matta (The Happy Hooker Goes Hollywood) (1980)
- L'aereo più pazzo del mondo (Airplane!) (1980)
- Una notte con vostro onore (First Monday in October) (1981)
- Donne amazzoni sulla Luna (Amazon Women on the Moon) (1987)

### Televisione
- Mio padre, il signor preside (The Stu Erwin Show) – serie TV, un episodio (1950)
- Squadra mobile (Racket Squad) – serie TV, un episodio (1952)
- Gang Busters – serie TV, un episodio (1952)
- Missione pericolosa (Dangerous Assignment) – serie TV, un episodio (1952)
- Rebound – serie TV, un episodio (1952)
- Gruen Guild Playhouse – serie TV, un episodio (1952)
- Four Star Revue – serie TV, un episodio (1952)
- Life with Luigi – serie TV, un episodio (1953)
- I Married Joan – serie TV, 2 episodi (1952-1953)
- The Joe Palooka Story – serie TV, un episodio (1954)
- Mayor of the Town – serie TV, un episodio (1954)
- Waterfront – serie TV, un episodio (1954)
- Lucy ed io (I Love Lucy) – serie TV, 4 episodi (1952-1954)
- Mickey Rooney Show (The Mickey Rooney Show) – serie TV, episodio 1x06 (1954)
- December Bride – serie TV, un episodio (1954)
- Topper – serie TV, episodio 2x07 (1954)
- La mia piccola Margie (My Little Margie) – serie TV, 5 episodi (1952-1955)
- The Whistler – serie TV, episodio 1x32 (1955)
- The Life of Riley – serie TV, 4 episodi (1953-1955)
- Papà ha ragione (Father Knows Best) – serie TV, un episodio (1955)
- Screen Directors Playhouse – serie TV, episodio 1x06 (1955)
- Tales of the Texas Rangers – serie TV, un episodio (1955)
- The George Burns and Gracie Allen Show – serie TV, 5 episodi (1951-1955)
- TV Reader's Digest – serie TV, episodi 1x21-2x11 (1955)
- Chevron Hall of Stars – serie TV, un episodio (1956)
- Alarm – film TV (1956)
- Our Miss Brooks – serie TV, 3 episodi (1953-1956)
- The Adventures of Falcon – serie TV, 2 episodi (1955-1956)
- It's a Great Life – serie TV, 4 episodi (1954-1956)
- The People's Choice – serie TV, 2 episodi (1956)
- General Electric Theater – serie TV, 2 episodi (1954-1956)
- The Ford Television Theatre – serie TV, un episodio (1956)
- The Best in Mystery – serie TV (1956)
- Four Star Playhouse – serie TV, 15 episodi (1952-1956)
- General Electric Summer Originals – serie TV, 2 episodi (1956)
- Jane Wyman Presents The Fireside Theatre – serie TV, un episodio (1956)
- Le leggendarie imprese di Wyatt Earp (The Life and Legend of Wyatt Earp) – serie TV, un episodio (1956)
- Lux Video Theatre – serie TV, un episodio (1956)
- Alfred Hitchcock presenta (Alfred Hitchcock Presents) – serie TV, un episodio (1956)
- Cavalcade of America – serie TV, un episodio (1956)
- Shower of Stars – serie TV, un episodio (1957)
- Hey, Jeannie! – serie TV, 2 episodi (1956-1957)
- The 20th Century-Fox Hour – serie TV, episodi 1x06-2x13 (1955-1957)
- Schlitz Playhouse of Stars – serie TV, 3 episodi (1954-1957)
- Blondie – serie TV, un episodio (1957)
- Corky, il ragazzo del circo (Circus Boy) – serie TV, episodio 1x35 (1957)
- Code 3 – serie TV, un episodio (1957)
- Il carissimo Billy (Leave It to Beaver) – serie TV, un episodio (1957)
- If You Knew Tomorrow – film TV (1958)
- Richard Diamond (Richard Diamond, Private Detective) – serie TV, 2 episodi (1957-1958)
- Adventures of Superman – serie TV, 6 episodi (1952-1958)
- Man Without a Gun – serie TV, un episodio (1958)
- 26 Men – serie TV, episodi 1x31-1x32 (1958)
- The Ed Wynn Show – serie TV, un episodio (1958)
- Colgate Theatre – serie TV, un episodio (1958)
- Le avventure di Rin Tin Tin (The Adventures of Rin Tin Tin) – serie TV, un episodio (1958)
- The Real McCoys – serie TV, un episodio (1958)
- Ricercato vivo o morto (Wanted: Dead or Alive) – serie TV, episodio 1x18 (1959)
- Avventure in elicottero (Whirlybirds) – serie TV, un episodio (1959)
- The Restless Gun – serie TV, episodi 1x28-2x37 (1958-1959)
- Dragnet – serie TV, 11 episodi (1952-1959)
- The Dennis O'Keefe Show – serie TV, un episodio (1959)
- Love and Marriage – serie TV, un episodio (1959)
- Il tenente Ballinger (M Squad) – serie TV, un episodio (1959)
- The Texan – serie TV, un episodio (1959)
- Gli intoccabili (The Untouchables) – serie TV, un episodio (1959)
- Tightrope – serie TV, episodio 1x11 (1959)
- Mister Magoo – serie TV, un episodio (1960)
- The Ann Sothern Show – serie TV, 2 episodi (1959-1960)
- Alcoa Presents: One Step Beyond – serie TV, un episodio (1960)
- Wichita Town – serie TV, un episodio (1960)
- June Allyson Show (The DuPont Show with June Allyson) – serie TV, episodio 1x29 (1960)
- Perry Mason – serie TV, 2 episodi (1958-1960)
- Angel – serie TV, un episodio (1960)
- The Best of the Post – serie TV, episodio 1x03 (1960)
- Peter Gunn – serie TV, episodio 3x10 (1960)
- O'Conner's Ocean – film TV (1960)
- Hot Off the Wire – serie TV, un episodio (1961)
- Westinghouse Playhouse – serie TV, un episodio (1961)
- Indirizzo permanente (77 Sunset Strip) – serie TV, episodio 3x23 (1961)
- The Donna Reed Show – serie TV, 2 episodi (1960-1961)
- Scacco matto (Checkmate) – serie TV, episodio 1x22 (1961)
- Shirley Temple's Storybook – serie TV, un episodio (1961)
- The Law and Mr. Jones – serie TV, un episodio (1961)
- The Many Loves of Dobie Gillis – serie TV, 2 episodi (1960-1961)
- Bachelor Father – serie TV, 4 episodi (1957-1961)
- The Roaring 20's – serie TV, un episodio (1961)
- Lawman – serie TV, un episodio (1961)
- Laramie – serie TV, un episodio (1961)
- Tales of Wells Fargo – serie TV, 2 episodi (1958-1961)
- Pete and Gladys – serie TV, episodio 2x16 (1962)
- 87ª squadra (87th Precinct) – serie TV, un episodio (1962)
- Bronco – serie TV, 2 episodi (1960-1962)
- Surfside 6 – serie TV, episodio 2x22 (1962)
- Maverick – serie TV, 4 episodi (1960-1962)
- Gli Antenati (The Flintstones) – serie TV, 3 episodi (1962)
- Dakota (The Dakotas) – serie TV, episodio 1x07 (1963)
- Il virginiano (The Virginian) – serie TV, 2 episodi (1963)
- Hazel – serie TV, un episodio (1963)
- Make Room for Daddy – serie TV, 6 episodi (1955-1963)
- The Red Skelton Show – serie TV, un episodio (1963)
- L'amico Gipsy (The Littlest Hobo) – serie TV, un episodio (1963)
- Mister Ed, il mulo parlante (Mister Ed) – serie TV, 2 episodi (1962-1963)
- La legge del Far West (Temple Houston) – serie TV, episodio 1x18 (1964)
- Sotto accusa (Arrest and Trial) – serie TV, episodio 1x24 (1964)
- Gli inafferrabili (The Rogues) – serie TV, episodio 1x07 (1964)
- Il fuggiasco (The Fugitive) – serie TV, un episodio (1964)
- The Bill Dana Show – serie TV, 2 episodi (1964-1965)
- L'isola di Gilligan (Gilligan's Island) – serie TV, un episodio (1965)
- The Jack Benny Program – serie TV, 18 episodi (1955-1965)
- Wendy and Me – serie TV, un episodio (1965)
- The Dick Van Dyke Show – serie TV, 3 episodi (1962-1965)
- The Andy Griffith Show – serie TV, 2 episodi (1962-1965)
- The Adventures of Ozzie & Harriet – serie TV, 7 episodi (1952-1966)
- Un equipaggio tutto matto (McHale's Navy) – serie TV, 3 episodi (1963-1966)
- A Man Called Shenandoah – serie TV, episodio 1x30 (1966)
- Polvere di stelle (Bob Hope Presents the Chrysler Theatre) – serie TV, un episodio (1966)
- The Lucy Show – serie TV, 6 episodi (1963-1966)
- Un eroe da quattro soldi (The Hero) – serie TV, episodio 1x11 (1966)
- Strega per amore (I Dream of Jeannie) – serie TV, un episodio (1967)
- Io e i miei tre figli (My Three Sons) – serie TV, episodi 7x20 (1967)
- It's About Time – serie TV, un episodio (1967)
- Bonanza – serie TV, 4 episodi (1960-1967)
- Good Morning, World – serie TV, un episodio (1967)
- Gomer Pyle, U.S.M.C. – serie TV, 4 episodi (1966-1967)
- The Mothers-In-Law – serie TV, un episodio (1968)
- Le nuove avventure di Huck Finn (The New Adventures of Huckleberry Finn) – serie TV, un episodio (1968)
- The Adventures of Gulliver – serie TV, un episodio (1968)
- Mod Squad, i ragazzi di Greer (The Mod Squad) – serie TV, un episodio (1968)
- The Beverly Hillbillies – serie TV, 2 episodi (1966-1969)
- Hawaii squadra cinque zero (Hawaii Five-O) – serie TV, un episodio (1969)
- The Governor & J.J. – serie TV, un episodio (1969)
- Petticoat Junction – serie TV, 2 episodi (1967-1969)
- The Doris Day Show – serie TV, un episodio (1969)
- Love, American Style – serie TV, un episodio (1970)
- Mayberry R.F.D. – serie TV, 2 episodi (1969-1970)
- Dragnet 1967 – serie TV, 7 episodi (1967-1970)
- La strana coppia (The Odd Couple) – serie TV, un episodio (1971)
- Make Room for Granddaddy – serie TV, un episodio (1971)
- La tata e il professore (Nanny and the Professor) – serie TV, un episodio (1971)
- Vanished – film TV (1971)
- Inside O.U.T. – film TV (1971)
- Longstreet – serie TV, un episodio (1972)
- Vita da strega (Bewitched) – serie TV, 5 episodi (1966-1972)
- Hec Ramsey – serie TV, un episodio (1972)
- Chase – film TV (1973)
- La famiglia Addams (The Addams Family) – serie TV (1973)
- Aspettando il ritorno di papà (Wait Till Your Father Gets Home) – serie TV, un episodio (1973)
- Adam-12 – serie TV, 3 episodi (1971-1973)
- La famiglia Brady (The Brady Bunch) – serie TV, 2 episodi (1970-1974)
- Chico (Chico and the Man) – serie TV, un episodio (1974)
- Le strade di San Francisco (The Streets of San Francisco) – serie TV, un episodio (1974)
- Kolchak: The Night Stalker – serie TV, un episodio (1974)
- Lincoln – serie TV, un episodio (1974)
- Gunsmoke – serie TV, 11 episodi (1970-1975)
- Babe – film TV (1975)
- The Loneliest Runner – film TV (1976)
- Squadra emergenza (Emergency!) – serie TV, 4 episodi (1972-1977)
- Testimony of Two Men (1977)
- Kill Me If You Can – film TV (1977)
- The Flintstones Little Big League – film TV (1978)
- Charlie's Angels – serie TV, episodio 3x14 (1979)
- Taxi – serie TV, un episodio (1979)
- The Super Globetrotters – serie TV, un episodio (1979)
- California (Knots Landing) – serie TV, un episodio (1980)
- Galactica 1980 – serie TV, un episodio (1980)
- Lobo (The Misadventures of Sheriff Lobo) – serie TV, un episodio (1981)
- Dallas – serie TV, un episodio (1982)
- Shirt Tales – serie TV (1982)
- I Was a Mail Order Bride – film TV (1982)
- I Jefferson (The Jeffersons) – serie TV, un episodio (1985)
- Mai dire sì (Remington Steele) – serie TV, un episodio (1985)